# Scandinavia

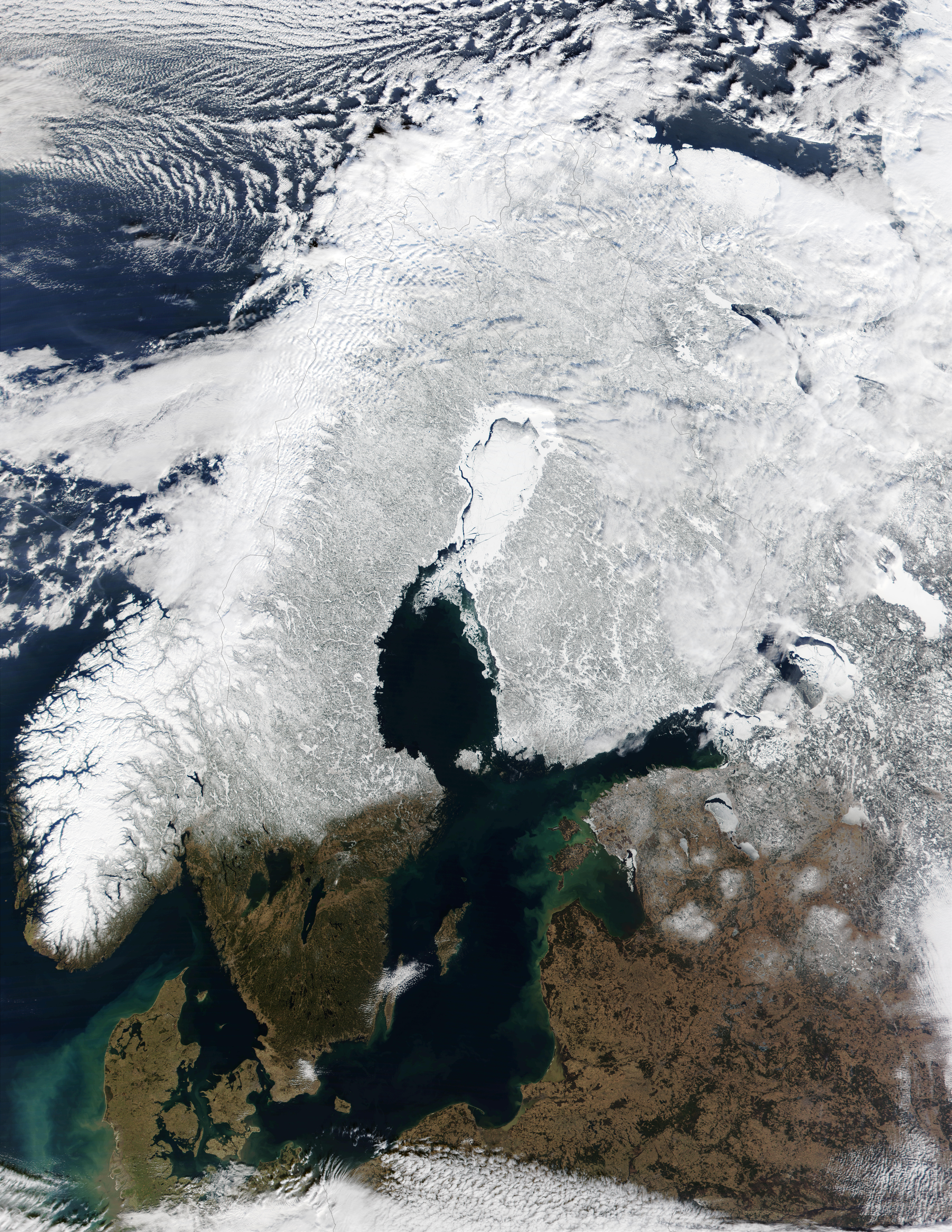
Foto satellitare della Scandinavia

La Scandinavia è una regione geografica e storico-culturale dell'Europa settentrionale. Include la Norvegia e la Svezia, alle quali si aggiungono - in senso più ampio - la Danimarca, l'Islanda e le Fær Øer per ragioni culturali, oltre alla Finlandia per somiglianze geologiche, ma anche economiche e socioculturali.
Il toponimo è in particolare utilizzato per riferirsi:
- alla Penisola scandinava (Svezia, Norvegia[8][7] e Finlandia settentrionale);[6]
- alla Fennoscandia;[2]
- ai Paesi nordici (Svezia, Norvegia, Danimarca, Finlandia,[6] Islanda e Isole Fær Øer, territori per circa due secoli aggregati in un'unificazione politica nota come Unione di Kalmar).

I paesi scandinavi sono identificabili dalle loro bandiere, ciascuna delle quali comprende una croce scandinava. La bandiera della Scandinavia unita è stata rappresentata da una croce scandinava di colore rosso su campo giallo.

## Descrizione

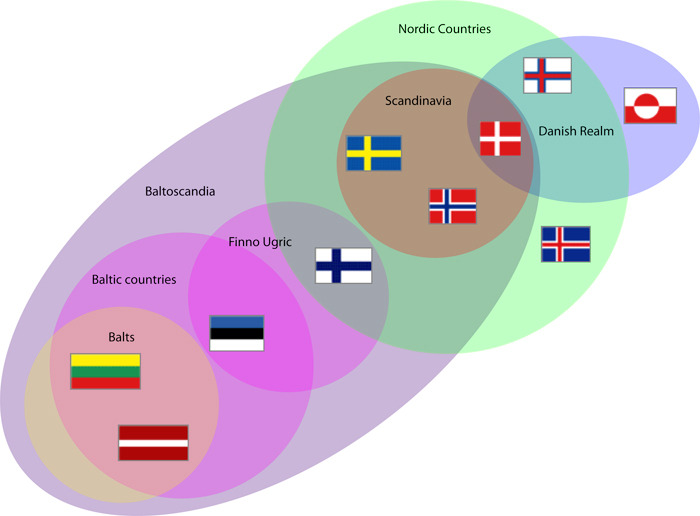
Varie definizioni a confronto
NOR
SWE
DNK
FIN
ISL
EST
LVA
LTU
FRO
GRL

Per una prassi entrata in uso nella metà del XIX secolo con il nome Scandinavia si intende la regione culturale e linguistica comprendente Danimarca, Norvegia, Svezia e Finlandia. Questi paesi si riconoscono reciprocamente come Paesi scandinavi.
Infatti il forte legame culturale e linguistico tra Danimarca, Norvegia, Svezia oltre in senso lato anche Finlandia e Islanda arrivò a portare per un periodo anche ad una unione politica della Scandinavia stessa. Lo stato scandinavo geograficamente comprendeva, oltre ai territori di Danimarca, Svezia, Finlandia e Norvegia, anche Islanda, Groenlandia e Isole Fær Øer. Questa unificazione politica della Scandinavia è nota nelle lingue scandinave come Kalmarunionen ed è stato uno stato politicamente unitario per circa due secoli (dal 1397 al 1523).
Da un punto di vista linguistico, etnico e culturale, in ogni caso, territori come l'Islanda e le isole Fær Øer sono anch'essi strettamente connessi alla Scandinavia per via della comune discendenza norrena. Anche la Finlandia, che per secoli è stata parte del Regno di Svezia, comprende questa discendenza norrena e rappresenta parte della popolazione: infatti nonostante la maggioranza dei finlandesi abbia abbia come prima lingua il finnico, lingua non indoeuropea facente parte della famiglia linguistica ugro-finnica, la Finlandia rimane comunque legalmente uno Stato bilingue dove la costituzione finlandese considera lo svedese di Finlandia e il finnico "lingue domestiche" con identico status.
Alcuni recenti studi genetici hanno dimostrato l'appartenenza del popolo finlandese ai popoli scandinavi e ha quindi portato a considerare che l'influenza ugro-finnica di questo popolo sia principalmente per la lingua, con l'eccezione dei sami. Secondo alcuni linguisti il termine Scandinavia ha origine dal nome della dea nordica Skaði, che era considerata la protettrice dell'inverno, della neve e della caccia. La regione aveva in latino il nome di Scandia.

## Lingue
Nei paesi scandinàvi sono ufficiali lingue di tipo germanico settentrionale, appunto dette anche scandinàve. L'egemonia di una di esse nella Fennoscandia, lo svedese, unitamente al latino, ha relegato per lungo tempo il finlandese in una condizione di esclusiva oralità: le prime testimonianze scritte risalgono solo all'avvento della Riforma protestante (con la conversione del re svedese Gustavo I di Svezia al luteranesimo nel 1527). Inoltre, fin da tempi remoti, un'antica lingua scandinàva, il norreno, insieme alle lingue baltiche, ha influenzato il finlandese, modificandone la morfosintassi.